# Cría cuervos (película)
Cría cuervos... es una película de drama psicológico española de 1976, dirigida y escrita por Carlos Saura. Está protagonizado por Ana Torrent, Conchi Pérez, Maite Sánchez, y Geraldine Chaplin. 

## Argumento
Los acontecimientos de la película se sitúan principalmente en 1975, pero entrelazan el pasado, el presente y el futuro.
Ana, de ocho años, escucha a su padre, Anselmo, en la cama con una mujer, seguido de sonidos ahogados. La mujer sale corriendo sola y se va. Ana encuentra a su padre muerto en la cama, aparentemente de un infarto. Con calma, Ana saca del tocador un vaso de leche medio lleno, lo lleva a la cocina y lo lava. La madre de Ana, María, entra a la cocina y la reprende por estar despierta tan tarde. En breve se revela que Ana se está imaginando a su madre, quien anteriormente murió de cáncer.
En el velorio de Anselmo, Ana vuelve a ver a la mujer que huyó del dormitorio: Amelia, que está casada con Nicolás, un antiguo compatriota de Anselmo en el ejército. (Más adelante se menciona que los dos hombres habían servido en la División Azul, como voluntarios para luchar junto a los Nazis en la Segunda Guerra Mundial.) Aunque Ana ve el cuerpo de su padre, se niega a besar su frente cuando los adultos se lo indiquen.
Al regresar a casa después del velorio, Ana va al sótano y recupera una lata que contiene un polvo blanco. La cámara se desplaza hacia una Ana adulta, que se parece exactamente a María y comienza a dirigirse a la cámara. Ella explica que su madre le había dicho una vez que el polvo era un veneno potente y que, después de la muerte de su madre, llegó a la conclusión de que la crueldad de su padre había causado el cáncer, por lo que usó el polvo para matar a su padre.
Ana, que está de vacaciones de verano del colegio, vive en una casa grande y tranquila con sus hermanas pequeñas, Irene y Maite; su abuela, que es muda y utiliza silla de ruedas; Roni, una mascota conejillo de indias; y Rosa, la vivaz doncella de la familia y la compañera más cercana de Ana. Después del funeral, Paulina, la hermana de María, se convierte en la guardiana de los niños huérfanos y se muda allí. Los flashbacks revelan que María era una madre cálida e imaginativa; Por el contrario, Paulina es severa y condescendiente.
Ana se rebela contra el autoritarismo de su tía mientras revive rutinariamente recuerdos de la vida con su madre e imagina su presencia. Muchos de los recuerdos son angustiosos, incluido el de presenciar a María retorcerse de dolor en sus últimos días. En otra, Ana observa a sus padres discutir a altas horas de la noche. María le ruega a Anselmo que esté más presente en la vida de su familia, diciéndole que está enferma y quiere morir; Anselmo la desestima con frialdad, respondiendo que ella está tratando de manipularlo para que ponga fin a sus infidelidades fingiendo una enfermedad.
Cada vez más abatida, Ana se ofrece a ayudar a su abuela a morir administrándole el mismo polvo venenoso que usó para matar a su padre, lo cual su abuela acepta, pero luego se niega una vez que Ana le dice que el «veneno» se llama bicarbonato de sodio. Más tarde, Ana descubre a Roni muriendo y lo acaricia hasta que se queda quieto. Nicolás llega a la casa a visitar a Paulina, quien resulta ser su amante. Ana, sosteniendo una pistola que encontró en el estudio de su padre, llega a un momento íntimo entre los dos adultos. Nicolás finalmente la convence para que le entregue el arma y descubre que estaba cargada.
Esa noche, Ana intenta matar a Paulina disolviendo el «veneno» en un vaso de leche, que luego recupera y lava como lo hizo con el vaso de su padre. Luego, Ana entra al dormitorio de Paulina y le acaricia el cabello mientras ella duerme en la cama. Ana se sorprende brevemente al saber que Paulina está viva a la mañana siguiente. En el desayuno, Irene cuenta un sueño de la noche anterior: dos hombres la secuestraron y no pudieron localizar a María y Anselmo para pedir rescate, pero cuando estaban a punto de matarla, ella despertó. Las hermanas se van a la escuela y emergen de sus vidas enclaustradas hacia la vibrante y ruidosa ciudad, capturada en un largo «tiro de seguimiento» que contrasta con el encuadre más ajustado de las escenas anteriores.

## Reparto
- Ana Torrent como Ana niña
- Conchi Pérez como Irene
- Maite Sánchez como Maite
- Geraldine Chaplin como María / Ana adulta
- Mónica Randall como la tía Paulina
- Florinda Chico como Rosa
- Josefina Díaz como la abuela
- Héctor Alterio como Anselmo
- Mirta Miller como Amelia
- Germán Cobos como Nicolás

## Producción

### Influencias
Posee un comentario crítico a la etapa final del franquismo y toques surrealistas, muy influenciados por Luis Buñuel e Ingmar Bergman, sus principales inspiraciones.
El título alude al refrán «Cría cuervos y te sacarán los ojos».

### Música
El tema musical principal es Porque te vas, compuesta por José Luis Perales e interpretada por Jeanette. Dicha canción se dio a conocer mundialmente también debido a la película.

### Rodaje
La película está rodada en Madrid, en los distritos de Salamanca (en concreto en el número 15 de la calle María de Molina, donde se desarrolla casi toda la trama) y Chamartín (en la iglesia de San Jorge, que en la película es el colegio al que acuden las niñas).

## Recepción

### Crítica
Muy aclamada, fue seleccionada como la entrada española a la Mejor Película Internacional en la 49.ª edición de los Premios de la Academia , pero no fue aceptada como nominée. Hoy en día la película está considerada como la mayor obra maestra de Carlos Saura, una de las mejores películas de los años 1976, de los 70, del siglo XX y uno de los mejores y más grandes clásicos del cine español, bien como uno de los mayores dramas psicológicos jamás hecho. 

### Premios
| Premio           | Año  | Categoría                 | Nominado (a)              | Resultado | Ref(s) |
| ---------------- | ---- | ------------------------- | ------------------------- | --------- | ------ |
| Medallas del CEC | 1975 | Mejor director            | Carlos Saura              | Ganador   | [ 2 ]  |
| Premios César    | 1977 | Mejor película extranjera | Mejor película extranjera | Nominada  | [ 3 ]  |

#### Otros
- Premio del Jurado del Festival de Cannes de 1976.
- Premio de la Crítica Francesa (1976).
- London film Festival (1976).
- Festival de Karlovy Vary (1976).
- Premio de la Crítica del Festival de Bruselas (1977).
- Mejor Película, Mejor Director y Mejor Actriz (Geraldine Chaplin) según la Asociación de Cronistas de Espectáculos de Nueva York (1978).
- Festival de Nueva Delhi (1981)
- Seleccionada para el Premio Oscar a la Mejor Película de Habla no Inglesa(1976).